# Konstiga Bloggen
Erik Rasmus Fredrik Jack Sparrow Eklund, född 4 juli 1999 i Vrinnevi församling i Norrköping, är en svensk youtubare och influerare, mer känd som Konstiga Bloggen. Han driver en Youtube-kanal sedan 2015, som i februari 2023 hade omkring 181 000 prenumeranter.
Rasmus Eklund tilldelades plats 87 i Maktbarometern 2019, vilket är en årlig lista som arrangeras av Medieakademin. 2022 tilldelades han plats 73, vilket är hans högsta placering på Maktbarometern hittills.

## Diskografi

### Singlar
- 2019 – Youtube Kling ft. KevinH
- 2019 – Praktikanten ft. KevinH
- 2020 – En vanlig jul ft. KevinH